# Артемида 1
Артемида 1 (на английски: Artemis I) е космическа мисия в орбита на Луната без екипаж, първият космически полет в програмата „Артемида“ на НАСА и първият полет на ракетата Space Launch System (SLS) на агенцията с космически кораб Орион. Изпълнението на мисията започва на 16 ноември 2022 г. в 6:47:44 ч. UTC (8:47:44 ч. българско време) с успешното изстрелване на SLS от стартовия комплекс 39B в космическия център Кенеди.
Обявена първоначално като Изследователска мисия-1 (EM-1), мисията е преименувана след създаването на програмата „Артемида“. Полетът на космическия кораб Орион е с планирана продължителност от около 4 до 6 седмици, като се очаква да остане най-малко шест дни в далечна ретроградна орбита около Луната. При достигане на лунна орбита трябва да бъдат пуснати и 10 сателита CubeSat, предназначени да извършват научни изследвания и технологични демонстрации. По-късно Орион трябва да влезе в далечна ретроградна орбита за шест дни, преди да се завърне като навлезе отново в земната атмосфера, защитена от своя топлинен щит. Кацането на капсулата трябва да се осъществи в Тихия океан. Мисията ще сертифицира Орион и Space Launch System за полети с екипаж, първият от които ще е с Артемида 2. След мисията Артемида 1, Артемида 2 трябва да осъществи обиколка на Луната с екипаж, а Артемида 3 – кацане на Луната с екипаж – пет десетилетия след последната лунна мисия Аполо.
Асемблирането на Орион за Артемида 1 е завършено на 20 октомври 2021 г., с което за пръв път след последния Сатурн V през 1973 г. свръх тежко товарно превозно средство е асемблирано в сградата за сглобяване на превозни средства (на английски: Vehicle Assembly Building, или VAB) на НАСА. На 17 август 2022 г. Орион е подготвен за изстрелване след поредица от забавяния, причинени от трудности при предшестващите същинския полет тестове. Първите два опита за изстрелване са отменени поради грешно отчитане и изтичане на водород по време на зареждане, съответно на 29 август 2022 г. и на 3 септември 2022 г. НАСА определя 16 ноември 2022 г. като трета стартова дата за мисията Артемида 1.

## Профил на планирана мисия
Артемида 1 е изстреляна с варианта Block 1 на Space Launch System. Превозното средство от Block 1 се състои от основна степен, два петсегментни ракетни ускорителя с твърдо гориво и по-горна степен. Основната степен използва четири двигателя RS-25D, всеки от които е използван и преди в мисии на космически совалки. Ядрото и бустерите заедно произвеждат тяга при излитане от 39 000 kN. Горната степен, известна като Interim Cryogenic Propulsion Stage (ICPS), е базирана на Delta Cryogenic Second Stage и се задвижва от един двигател RL10B-2.
Достигайки до орбита, ICPS трябва да задейства своя двигател, с което да установи траекторията на Орион и десетте CubeSat сателита, които превозва, към Луната. След това Орион трябва да се отдели от ICPS и да стигне до лунното пространство, а ICPS Stage Adapter – да разположи десетте CubeSats, които ще провеждат научни изследвания и ще извършват технологични демонстрации.
Космическият кораб Орион трябва да прекара приблизително три седмици в космоса, включително шест дни в далечна ретроградна орбита около Луната.

## История
Артемида 1 е представена първоначално от НАСА като изследователска мисия 1 (EM-1) през 2012 г. с планирана към онзи момент дата на първо изстрелване на Space Launch System през 2017 г. 1 (EM-1). Според първоначалните планове за EM-1 в рамките на седемдневна мисия Орион трябва да извърши окололунна траектория. Около септември 2011 г. първото изстрелване на SLS е отложено от преди края на 2016 г. до неуточнена дата през 2017 г. Това отлагане е последвано от още поне петнадесет.
През януари 2013 г. е обявено, че сервизният модул на космическия кораб Орион ще бъде конструиран от Европейската космическа агенция и ще бъде наречен Европейски сервизен модул. В средата на ноември 2014 г. започна изграждането на основната степен на SLS в съоръжението за сглобяване на Michoud (MAF) на НАСА. През януари 2015 г. НАСА и Локхийд Мартин обявяват, че основната структура в космическия кораб Орион на Артемида 1 ще бъде до 25% по-лек в сравнение с предишния (EFT-1). Това ще бъде постигнато чрез намаляване на броя на конусните панели от шест (EFT-1) на три (EM-1), намаляване на общия брой заварки от 19 на 7, спестявайки допълнителната маса на заваръчния материал, преразглеждане на различните му компоненти и окабеляване. За Артемида 1 космическият кораб Орион е оборудван с пълна животоподдържаща система и места за екипажа, но вместо да превозва хора, на борда му са поставени манекени, снабдени със сензори.
Първоначално версията на SLS, използвана в първата, втората и третата мисия, е предназначена да използва Exploration Upper Stage (EUS) на SLS; въпреки това, поради големите забавяния на степента, през април 2018 г. НАСА решава да премине от Block 1B към по-малко мощния Block 1 SLS за тези три мисии. EUS ще се използва вместо това от четвъртата мисия на SLS нататък. През февруари 2017 г. НАСА проучва възможността за изстрелване с екипаж от двама астронавти като първи полет на SLS със скъсена продължителност в сравнение с тази на полет без екипаж. След продължилото месеци проучване за осъществимост, НАСА отхвърли предложението, посочвайки разходите като основно препятствие, и продължава с плана за летене на първата SLS мисия без екипаж.
През март 2019 г. тогавашният администратор на НАСА Джим Брайдънстайн предлага трансфера на космическия кораб Орион от SLS към комерсиални ракети като Falcon Heavy и Delta IV Heavy, за да се съобрази с графика. Мисията би изисквала две изстрелвания: едно, за да постави космическия кораб Орион в орбита около Земята, и второ, носещо горната степен, която да бъде скачена с него. След скачването и докато са в околоземна орбита, горната степен трябва да се възпламени, за да изпрати Орион на Луната. Този план е отхвърлен, като една от причините за това е, че не се предвижда снабдяването на Орион с докинг механизъм до Артемида 3. В средата на 2019 г. концепцията е изоставена поради заключението на друго проучване, че това допълнително ще забави мисията.

## Полезни товари
Пасажери на космическия кораб Орион са три манекена, изпълняващи функцията на астронавти, оборудвани със сензори, за да предоставят данни за това какво могат да изпитат членовете на екипажа по време на пътуване до Луната. Първият манекен, наречен „Captain Moonikin Campos“ (кръстен на Артуро Кампос, инженер на НАСА по време на програмата Аполо), заема мястото на командира и е оборудван с два сензора за радиация в своя костюм на Orion Crew Survival System, който астронавтите ще носят по време на изстрелване, влизане и други динамични фази на своите мисии. Седалката му също има сензори за записване на данни за ускорение и за вибрации по време на мисията.
До Moonikin има два фантомни торса – Хелга и Зохар, участващи в Matroshka AstroRad Radiation Experiment (MARE), чрез който НАСА, заедно с Германския аерокосмически център и Израелската космическа агенция, целят да направят измервания на радиационното облъчване по време на мисията. Зохар е защитен с радиационната жилетка Astrorad и е оборудван със сензори за определяне на рисковете от радиация. Хелга не носи жилетка. Основното предназначение на Хелга и Зохар е да измерват радиационната експозиция на местоположението на тялото, както с пасивни, така и с активни дозиметри, разпределени в чувствителни тъкани с висока концентрация на стволови клетки. Чрез експеримента трябва да бъдат събрани данни за нивата на радиация по време на мисии до Луната, като същевременно се тества ефективността на жилетката. В допълнение към трите манекена, Орион носи Снупи на НАСА и овцата Шон на ЕКА.
Десет нискобюджетни CubeSat мисии летят като вторичен полезен товар, монтиран на междустепенния адаптер (на английски: stage adapter) на Orion. Всеки от тях е в конфигурация от шест единици  и се намира в междустепенния адаптер (над втората степен). Инсталирането на десетте CubeSat е завършено през октомври 2021 г. Две са избрани чрез партньорствата на НАСА за следващи космически технологии за изследване, три чрез Дирекцията за човешки изследвания и оперативни мисии, две чрез Дирекцията за научна мисия и три от предложения от международните партньори на НАСА.

## Представяне в медиите
Пачът на мисията Артемида 1 е създаден от дизайнерите на НАСА на SLS, космическия кораб Орион и екипите на Exploration Ground Systems. Сребърната граница представлява цвета на космическия кораб Орион; в центъра са изобразени SLS и Орион. Три мълниеносни кули, заобикалящи ракетата, символизират стартовия комплекс 39B, от който ще стартира Артемида 1. Червените и сините траектории на мисията, обхващащи бялата пълна Луна, представляват служителите на НАСА и Европейската космическа агенция, които работят върху Артемида 1.
Полетът на Артемида 1 бива популяризиран като началото на програмата на Артемида „От Луната до Марс“, въпреки че към 2022 НАСА няма конкретен план за екипажна мисия до Марс. За да повиши обществената осведоменост, НАСА създава уебсайт, на който всеки може да получи своя цифрова бордна карта за мисията. Изпратените имена се записват на твърд диск в космическия кораб Orion. Също така на борда на капсулата има цифрово копие на 14 000 записа за конкурса за есе Moon Pod Essay Contest, организиран от Future Engineers for NASA.